# Phil Hogan
Phil Hogan (Kilkenny, 4 de julio de 1960) es un político irlandés. Fue Comisario europeo de Agricultura y Desarrollo Rural entre 2014 y 2019, y Comisario europeo de Comercio desde el 1 de diciembre de 2019 hasta el 26 de agosto de 2020. Dimitió de este último cargo a raíz del escándalo suscitado por haberse saltado las restricciones de su país con respecto a la COVID-19.
Pertenece al partido centrista irlandés Fine Gael. Entre 2011 y 2014 fue ministro de Medio Ambiente, Patrimonio y Política Municipal.
Ha sido, asimismo, diputado nacional entre 1989 y 2014 y senador entre 1987 y 1989.

## Controversia y dimisión
El 26 de agosto de 2020 dimitió de su cargo de Comisario Europeo tras haber incumplido las medidas de restricción de reuniones sociales en su país frente a la pandemia de COVID-19 en un escándalo conocido por los medios como el «Golfgate». El 19 de agosto participó en una cena de al menos 80 personas organizada por la Sociedad de Golf del Oireachtas (Oireachtas Golf Society) en el condado de Galway, a pesar de que existía la prohibición en Irlanda de reunirse más de 15 personas a causa de la pandemia. Tampoco respetó la cuarentena obligatoria para las personas que llegan a Irlanda procedentes de países de riesgo, en este caso Bélgica. Tras disculparse y argumentar los motivos de su actuación durante varios días y no haber logrado convencer de su inocencia el miércoles 26 de agosto de 2020 anunció su dimisión en un comunicado.